# Berit Aunli
Berit Kristine Aunli z domu Kvello (ur. 9 czerwca 1956 r. w Stjørdal) – norweska biegaczka narciarska, trzykrotna medalistka olimpijska, pięciokrotna medalistka mistrzostw świata, zdobywczyni Pucharu Świata.

## Kariera
Igrzyska olimpijskie w Innsbrucku w 1976 r. były jej olimpijskim debiutem. W swoim najlepszym starcie indywidualnym, w biegu na 5 km techniką klasyczną zajęła 17. miejsce. Na igrzyskach olimpijskich w Lake Placid osiągnęła swój pierwszy sukces olimpijski zdobywając wraz z Brit Pettersen, Anette Bøe i Marit Myrmæl brązowy medal w sztafecie 4 × 5 km. Jej najlepszym indywidualnym wynikiem na tych igrzyskach było 13. miejsce w biegu na 10 km techniką klasyczną. Jeszcze lepsze wyniki osiągnęła podczas igrzysk olimpijskich w Sarajewie w 1984 r. Zdobyła tam srebrny medal w biegu na 5 km techniką dowolną, lepsza okazała się jedynie Marja-Liisa Hämäläinen z Finlandii. Ponadto wspólnie z Inger Helene Nybråten, Anne Jahren i Brit Pettersen zdobyła złoty medal w sztafecie. Była także czwarta w biegu na 10 km stylem klasycznym.
W 1978 r. zadebiutowała na mistrzostwach świata zajmując 6. miejsce w biegach na 10 i 20 km techniką klasyczną podczas mistrzostw w Lahti. Największe sukcesy osiągnęła podczas mistrzostw świata w Oslo w 1982 r. Razem z Anette Bøe, Inger Helene Nybråten i Brit Pettersen zdobyła złoty medal w sztafecie. Ponadto Aunli zdobyła także złote medale w biegach na 5 i 10 km techniką dowolną, a w biegu na 20 km techniką klasyczną zdobyła srebrny medal (wygrała Raisa Smietanina z ZSRR). Startowała także na mistrzostwach świata w Seefeld. Powiększyła tam swoją medalową kolekcję o srebrny medal wywalczony w sztafecie wspólnie z Anette Bøe, Anne Jahren i Grete Ingeborg Nykkelmo. W swoim najlepszym starcie indywidualnym, w biegu na 20 techniką klasyczną zajęła 4. miejsce przegrywając walkę o brązowy medal z Nykkelmo.
Najlepsze wyniki w Pucharze Świata osiągnęła w sezonie 1981/1982, kiedy to triumfowała w klasyfikacji generalnej. Zajęła także drugie miejsce w nieoficjalnej klasyfikacji generalnej sezonu 1980/1981. W 1983 r. otrzymała medal Holmenkollen wraz ze swoim rodakiem, dwuboistą Tomem Sandbergiem. Jej mężem jest Ove Aunli, który również reprezentował Norwegię w biegach narciarskich.

## Osiągnięcia

### Igrzyska olimpijskie
| Miejsce | Dzień     | Rok  | Miejscowość | Konkurencja             | Czas biegu | Strata   | Zwyciężczyni          |
| ------- | --------- | ---- | ----------- | ----------------------- | ---------- | -------- | --------------------- |
| 17.     | 7 lutego  | 1976 | Innsbruck   | 5 km stylem klasycznym  | 15:48,69   | +1:08,43 | Helena Takalo         |
| 18.     | 10 lutego | 1976 | Innsbruck   | 10 km stylem klasycznym | 30:13,41   | +2:04,19 | Raisa Smietanina      |
| 5.      | 12 lutego | 1976 | Innsbruck   | Sztafeta 4 × 5 km       | 1:07:49,75 | +3:19,33 | ZSRR                  |
| 14.     | 15 lutego | 1980 | Lake Placid | 5 km stylem klasycznym  | 15:06,92   | +42,01   | Raisa Smietanina      |
| 13.     | 18 lutego | 1980 | Lake Placid | 10 km stylem klasycznym | 30:31,54   | +1:14,57 | Barbara Petzold       |
| 3.      | 21 lutego | 1980 | Lake Placid | Sztafeta 4 × 5 km       | 1:02:11,10 | +2:02,40 | NRD                   |
| 4.      | 9 lutego  | 1984 | Sarajewo    | 10 km stylem klasycznym | 31:44,2    | +33,5    | Marja-Lisa Hämälainen |
| 2.      | 12 lutego | 1984 | Sarajewo    | 5 km stylem klasycznym  | 17:04,0    | +10,1    | Marja-Lisa Hämälainen |
| 1.      | 15 lutego | 1984 | Sarajewo    | Sztafeta 4 × 5 km       | 1:06:49,7  | -        | -                     |

### Mistrzostwa świata
| Miejsce | Dzień       | Rok  | Miejscowość      | Konkurencja             | Czas biegu | Strata   | Zwyciężczyni            |
| ------- | ----------- | ---- | ---------------- | ----------------------- | ---------- | -------- | ----------------------- |
| 6.      | 18 lutego   | 1978 | Lahti            | 10 km stylem klasycznym | 37:01,72   | +39,05   | Zinaida Amosowa         |
| 7.      | 20 lutego   | 1978 | Lahti            | 5 km stylem klasycznym  | 18:53,50   | +26,61   | Helena Takalo           |
| 5.      | 22 lutego   | 1978 | Lahti            | Sztafeta 4 × 5 km       | 1:13:25,08 | +1:38,78 | Finlandia               |
| 6.      | 25 lutego   | 1978 | Lahti            | 20 km stylem klasycznym | 1:13:00,85 | +2:09,77 | Zinaida Amosowa         |
| 1.      | 19 lutego   | 1982 | Oslo             | 10 km stylem dowolnym   | 29:25,9    | -        | -                       |
| 1.      | 21 lutego   | 1982 | Oslo             | 5 km stylem dowolnym    | 14:30,2    | -        | -                       |
| 1.      | 24 lutego   | 1982 | Oslo             | Sztafeta 4 × 5 km       | 1:02:15,9  | -        | -                       |
| 2.      | 26 lutego   | 1982 | Oslo             | 20 km stylem klasycznym | 14:30,2    | +3,4     | Raisa Smietanina        |
| 6.      | 19 stycznia | 1985 | Seefeld in Tirol | 10 km stylem dowolnym   | 30:54,8    | +24,6    | Anette Bøe              |
| 4.      | 21 stycznia | 1985 | Seefeld in Tirol | 5 km stylem klasycznym  | 15:14,8    | +18,7    | Anette Bøe              |
| 2.      | 23 stycznia | 1985 | Seefeld in Tirol | Sztafeta 4 × 5 km       | 1:04:50,1  | +8,7     | ZSRR                    |
| 4.      | 26 stycznia | 1985 | Seefeld in Tirol | 20 km stylem klasycznym | 59:19,1    | +46,7    | Grete Ingeborg Nykkelmo |

### Puchar Świata
W sezonach 1973/1974 - 1980/1981 Puchar Świata rozgrywany był nieoficjalnie.

#### Miejsca w klasyfikacji generalnej
- sezon 1978/1979: ?
- sezon 1980/1981: 2.
- sezon 1981/1982: 1.
- sezon 1983/1984: 7.
- sezon 1984/1985: 4.
- sezon 1985/1986: 15.
- sezon 1986/1987: 41.

#### Zwycięstwa w zawodach
| Nr | Dzień      | Rok  | Miejscowość | Konkurencja             | Czas biegu |
| -- | ---------- | ---- | ----------- | ----------------------- | ---------- |
| 1. | 13 grudnia | 1980 | Davos       | 5 km                    | ?          |
| 2. | 21 marca   | 1981 | Whitehorse  | 10 km                   | ?          |
| 3. | 19 lutego  | 1982 | Oslo        | 10 km stylem dowolnym   | 29:25,9    |
| 4. | 22 lutego  | 1982 | Oslo        | 5 km stylem dowolnym    | 14:30,2    |
| 5. | 3 marca    | 1984 | Lahti       | 5 km stylem klasycznym  | ?          |
| 6. | 18 grudnia | 1984 | Davos       | 10 km stylem klasycznym | ?          |

#### Miejsca na podium
| Nr  | Dzień       | Rok  | Miejscowość   | Konkurencja             | Czas biegu | Strata | Miejsce | Zwyciężczyni           |
| --- | ----------- | ---- | ------------- | ----------------------- | ---------- | ------ | ------- | ---------------------- |
| 1.  | 20 grudnia  | 1978 | Telemark      | 5 km                    | ?          | ?      | 3       | Alison Owen-Spencer    |
| 2.  | 13 grudnia  | 1980 | Davos         | 5 km                    | ?          | –      | 1       | –                      |
| 3.  | 20 grudnia  | 1980 | Ramsau        | 5 km                    | ?          | ?      | 3       | Raisa Smietanina       |
| 4.  | 24 stycznia | 1981 | La Bresse     | 5 km                    | ?          | ?      | 2       | Raisa Smietanina       |
| 5.  | 21 lutego   | 1981 | Kawgołowo     | 20 km                   | ?          | ?      | 3       | Raisa Smietanina       |
| 6.  | 5 marca     | 1981 | Lahti         | 10 km                   | ?          | ?      | 2       | Barbara Petzold        |
| 7.  | 7 marca     | 1981 | Falun         | 20 km                   | ?          | ?      | 3       | Raisa Smietanina       |
| 8.  | 11 marca    | 1981 | Oslo          | 5 km                    | ?          | ?      | 3       | Květa Jeriová          |
| 9.  | 21 marca    | 1981 | Whitehorse    | 10 km                   | ?          | –      | 1       | –                      |
| 10. | 15 stycznia | 1982 | La Bresse     | 5 km stylem klasycznym  | ?          | ?      | 2       | Květa Jeriová          |
| 11. | 19 lutego   | 1982 | Oslo          | 10 km stylem dowolnym   | 29:25,9    | –      | 1       | –                      |
| 12. | 22 lutego   | 1982 | Oslo          | 5 km stylem dowolnym    | 14:30,2    | –      | 1       | –                      |
| 13. | 56 lutego   | 1982 | Oslo          | 20 km stylem klasycznym | 14:30,2    | +3,4   | 2       | Raisa Smietanina       |
| 14. | 6 marca     | 1982 | Lahti         | 10 km stylem klasycznym | ?          | ?      | 2       | Anette Bøe             |
| 15. | 27 marca    | 1983 | Štrbské Pleso | 10 km stylem klasycznym | ?          | ?      | 2       | Blanka Paulů           |
| 16. | 13 kwietnia | 1982 | Kiruna        | 5 km stylem klasycznym  | ?          | ?      | 2       | Brit Pettersen         |
| 17. | 12 lutego   | 1984 | Sarajewo      | 5 km stylem dowolnym    | 17:04,0    | +10,1  | 2       | Marja-Liisa Hämäläinen |
| 18. | 3 marca     | 1984 | Lahti         | 5 km stylem klasycznym  | ?          | –      | 1       | –                      |
| 19. | 18 grudnia  | 1984 | Davos         | 10 km stylem klasycznym | ?          | –      | 1       | –                      |